# Багрушатске планине
Багрушатске планине (јерм. Բարգուշատի լեռնաշղթա) представљају југоисточни продужетак Зангезурских планина на крајњем југу јерменског марза Сјуник. Простиру се у међуречју река Воротан и Вохчи у дужини од око 70 км, просечне ширине 15—26 км. Северозападни део је доста виши и неприступачнији од југозападног. Падине су испресецане дубоким кањонима (до 800 метара) мањих притока Воротана и Гехија. 
Највиши врх је Арамазд висине 3.399 м.
Ово планинско подручје је веоима богато рудама, а по рудном богатству се посебно истичу Каџарански басен бакра и молибдена, Капански басен бакра и полиметалних руда, налазишта злата су код Дастакерта и Шаумјана. Постоје и значајне резерве сребра, мангана, титана, цинка, руде гвожђа, дијатомита те грађевинског материјала. Бројни су и минерални извори.
Највећи део планине је прекривен шумама храста и граба, ксерофитним џбуњем и планинским травама. Изнад овог појаса је зона субалпских и алпских ливада које су местимично испрекидане каменитим голетима. 